# Muzeum zbraní armády Spojených států

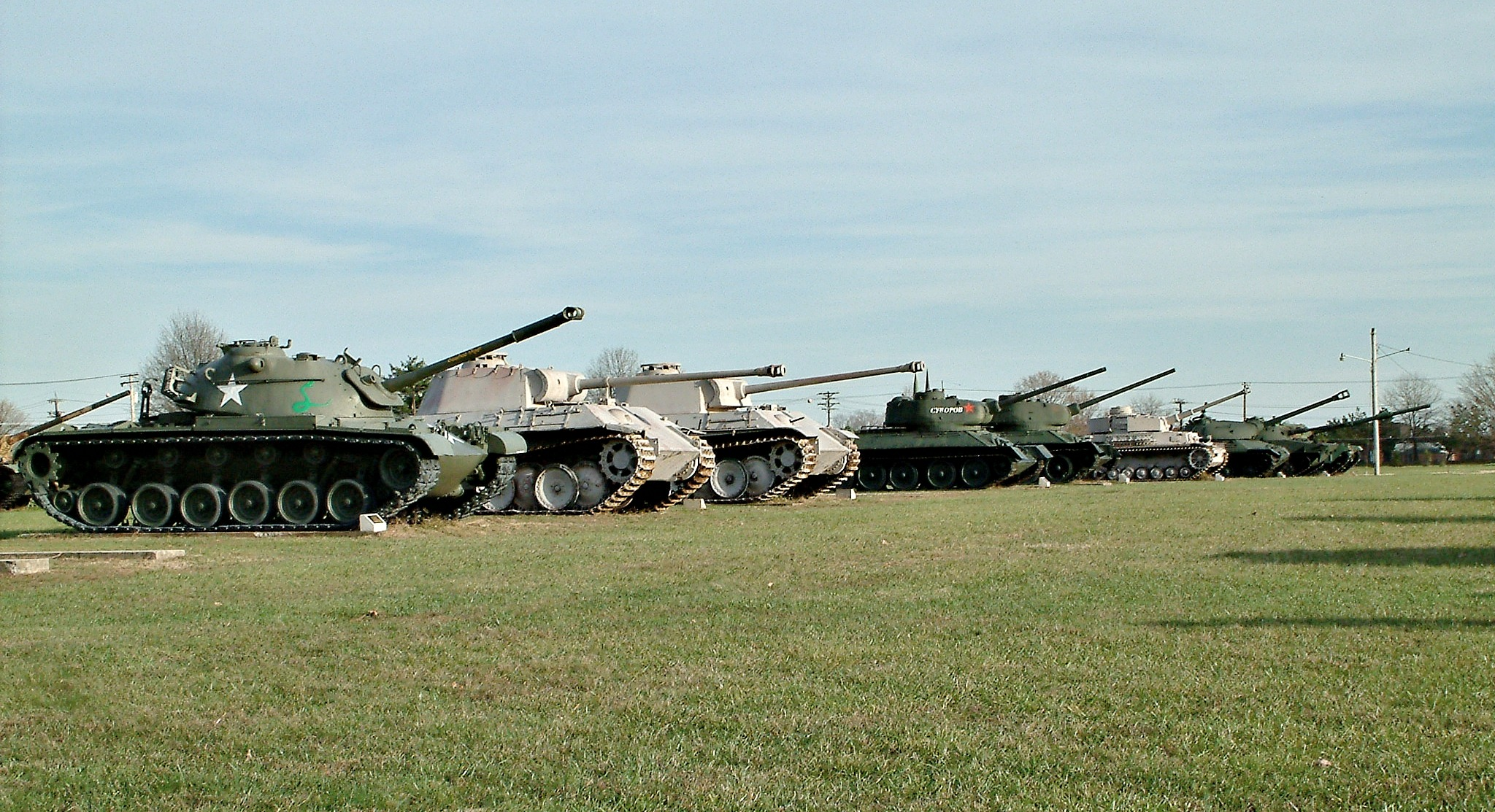
Venkovní expozice obsahuje desítky tanků

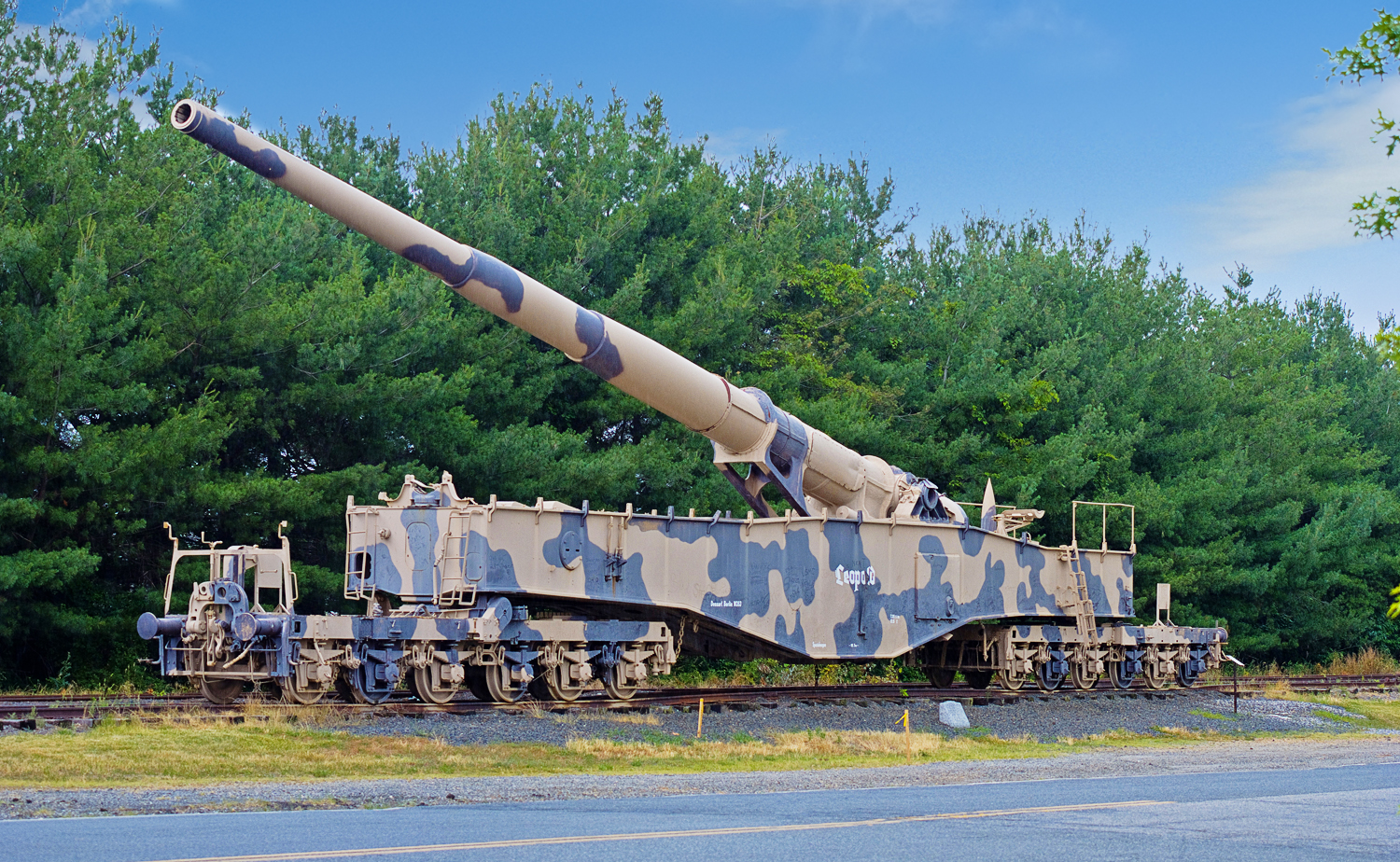
Německé železniční dělo Krupp K5 "Leopold"

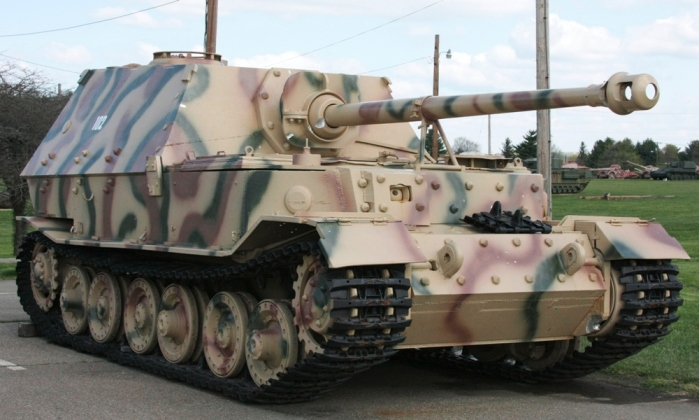
Jeden z jen dvou dochovaných stíhačů tanků Elefant (Panzerjäger Tiger (P) Ferdinand)

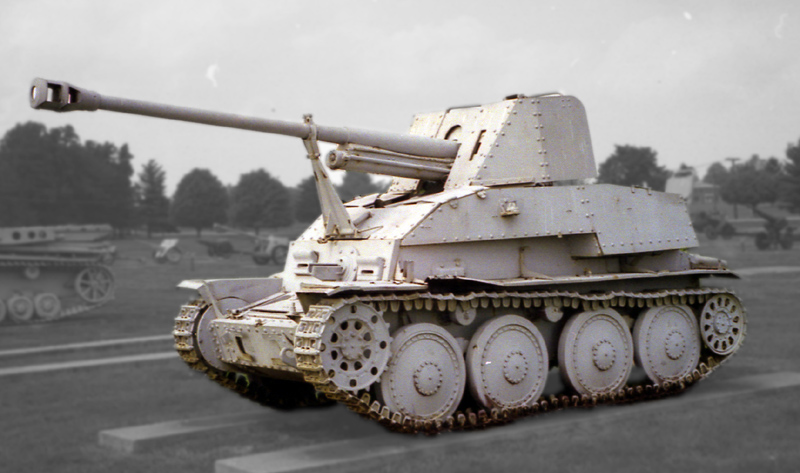
Marder III (Sd.Kfz.139)

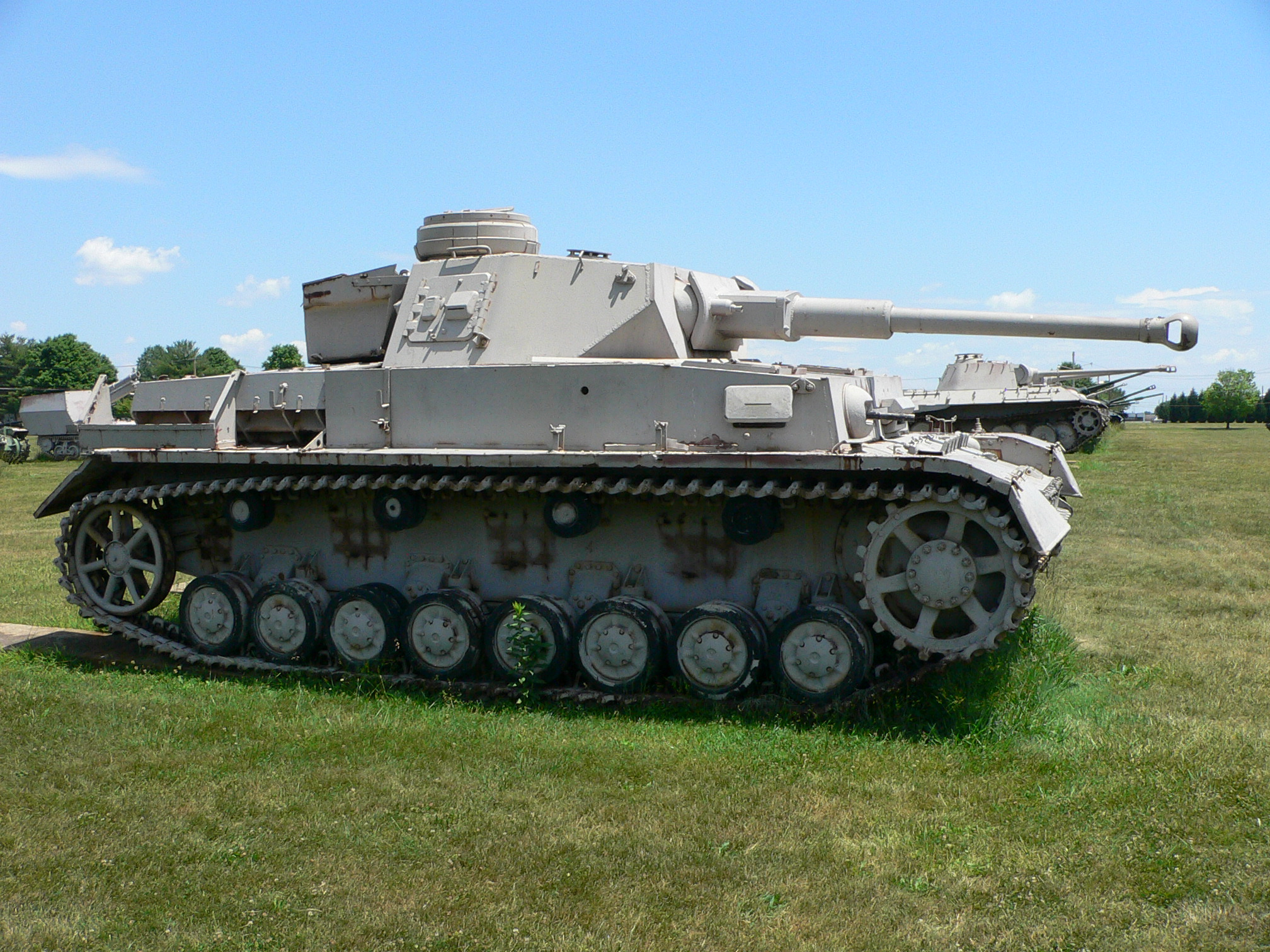
Panzer IV

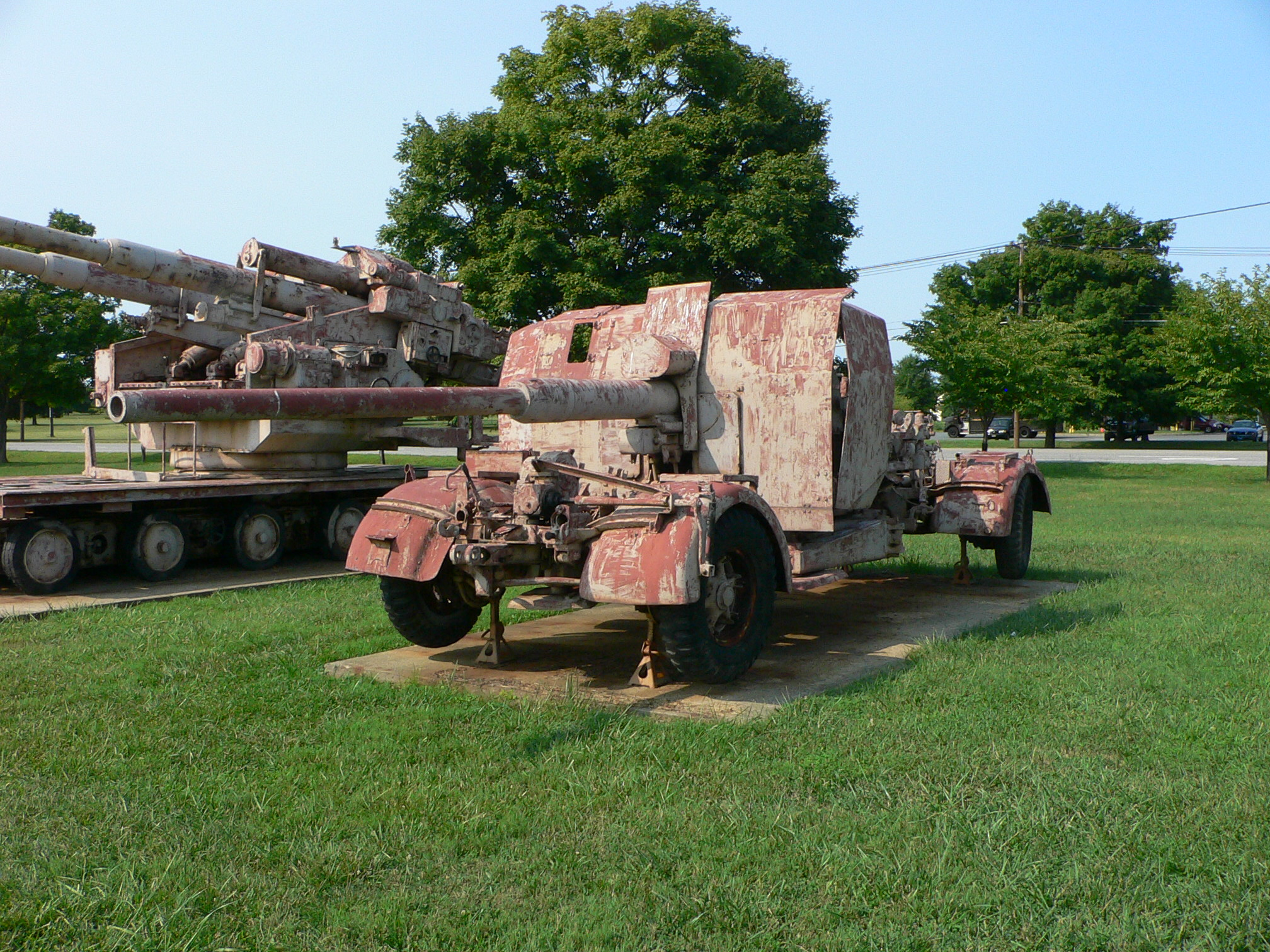
Protiletadlový 8.8 cm Flak 41

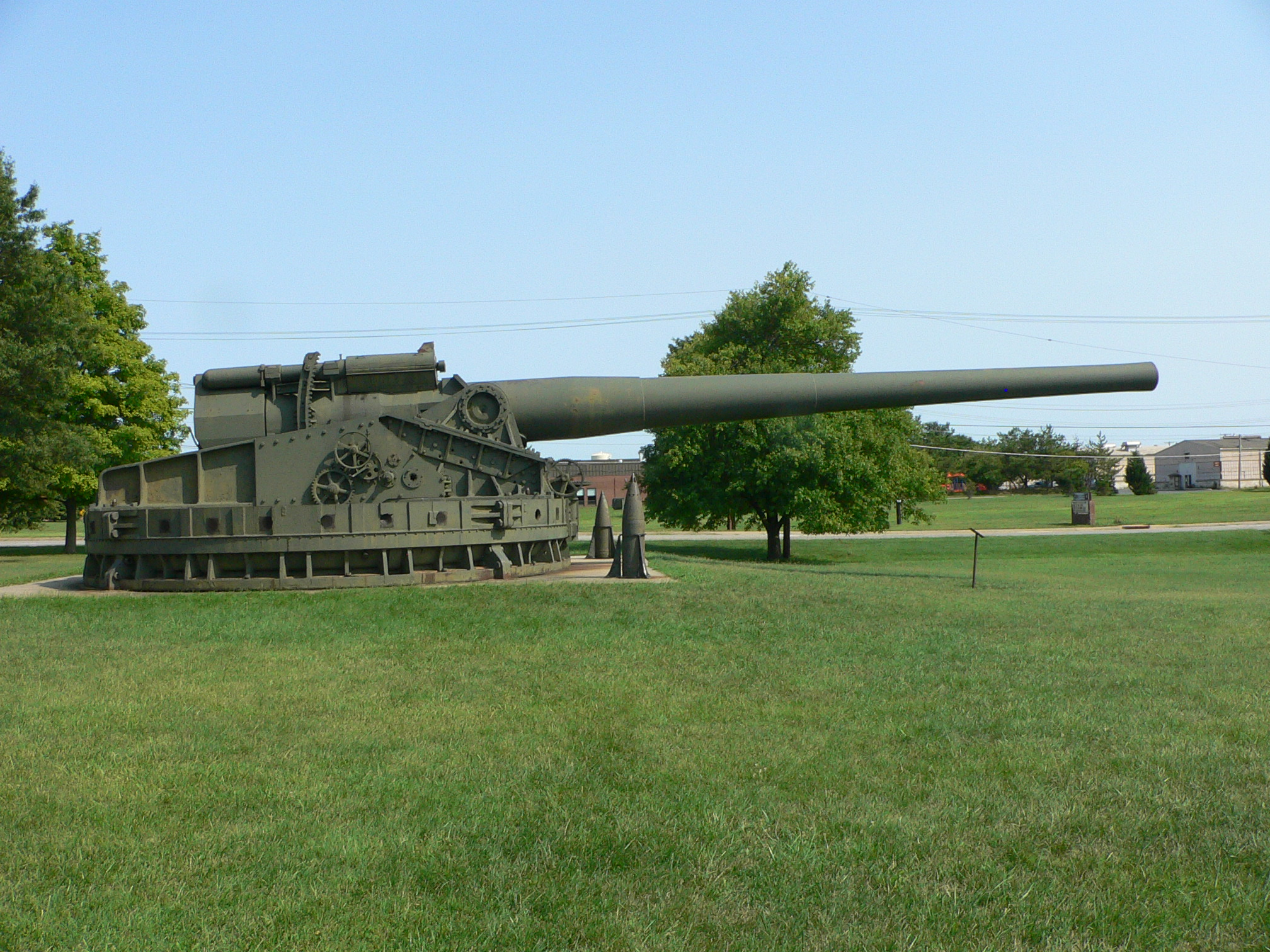
16" pobřežní obranné dělo Coastal Defense Gun

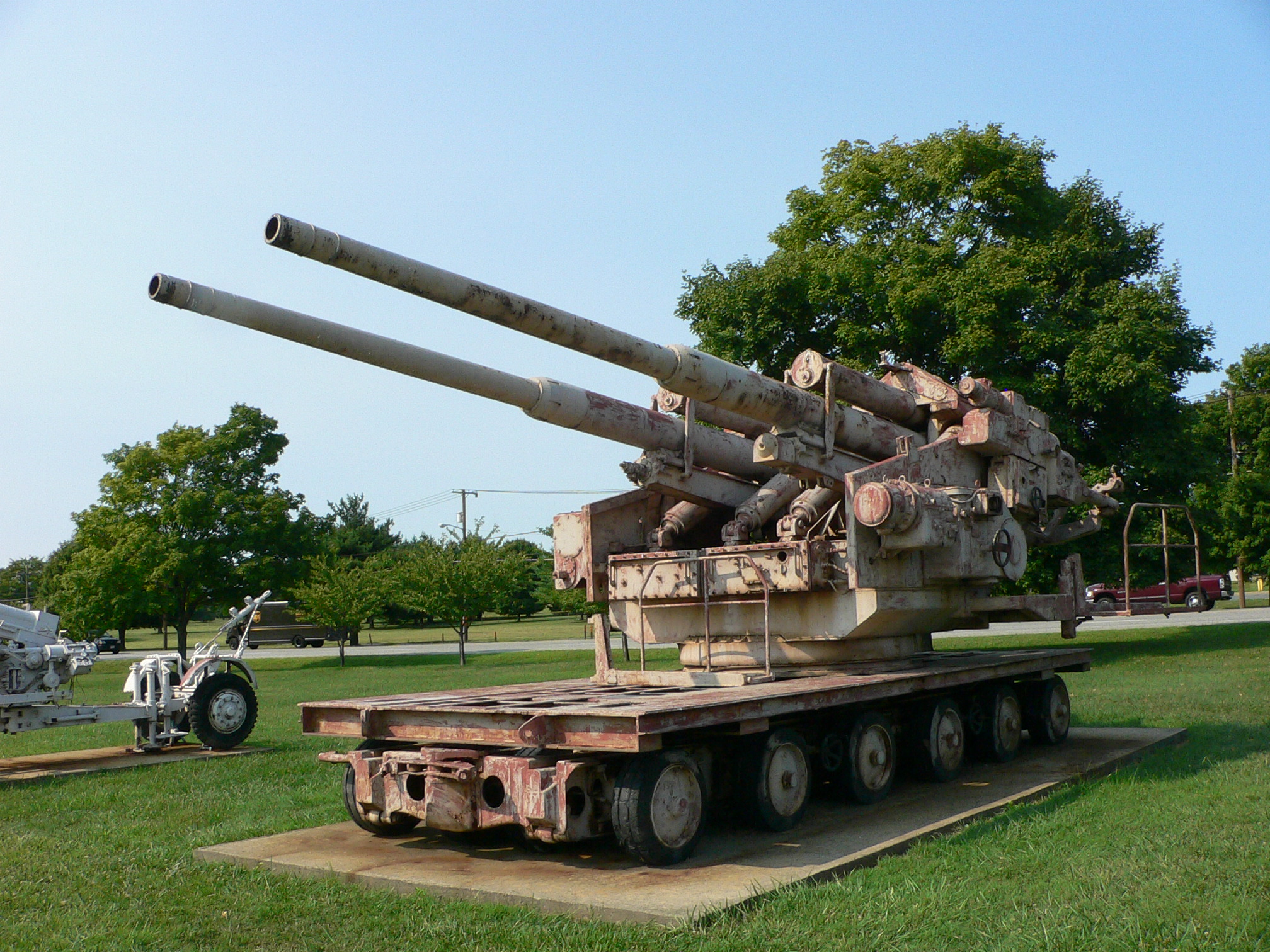
12.8 cm FlaK 40 dvojitý protiletadlový kanón

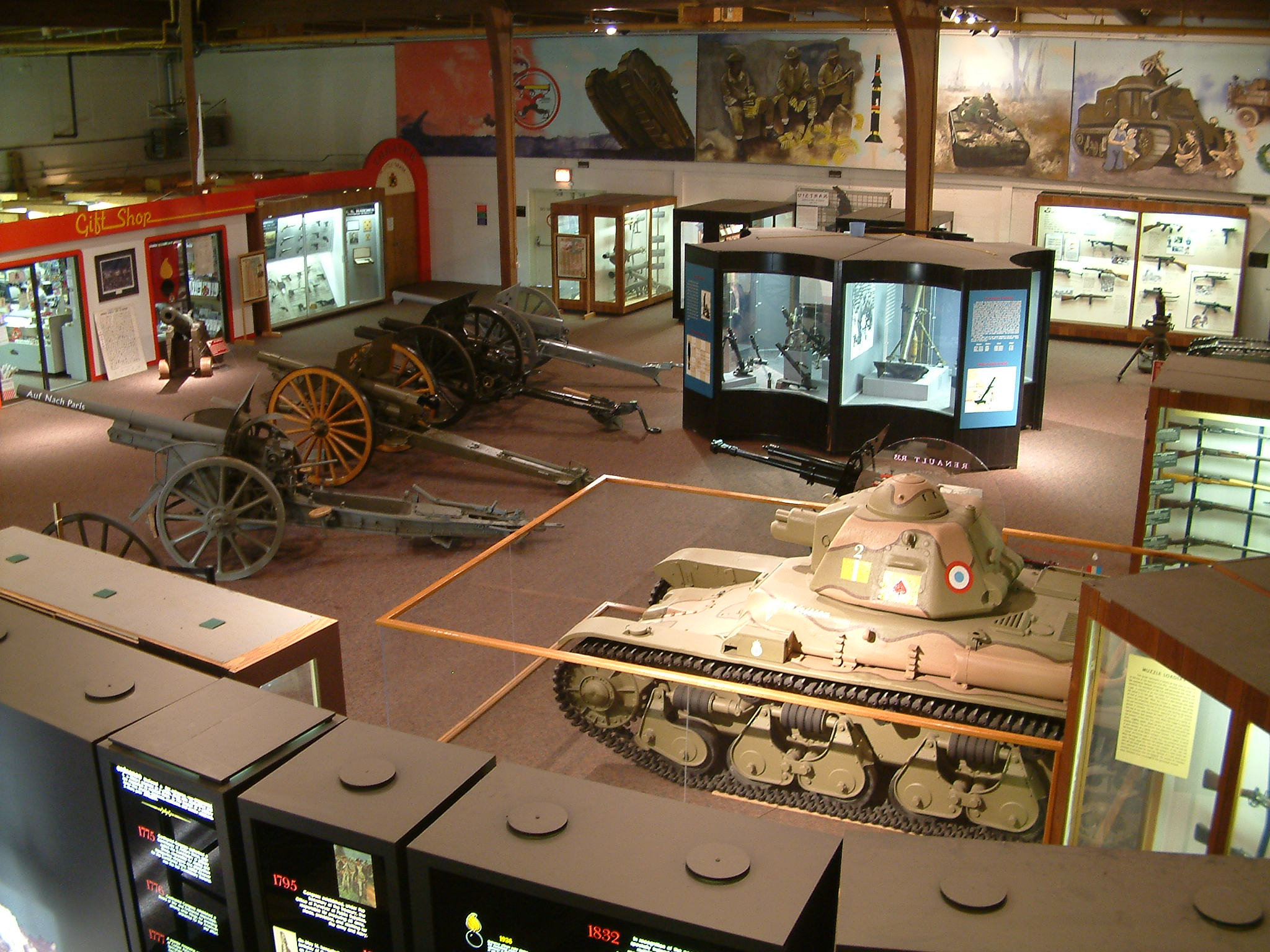
Vnitřní expozice

Muzeum zbraní armády Spojených států United States Army Ordnance Museum se nachází na Aberdeen Proving Ground v Aberdeenu ve státě Maryland ve Spojených státech amerických, ale v současnosti je stěhováno do Fort Lee ve Virginii.

## Účel a historie
Posláním muzea americké armády je získávání, uchování, a vystavování historicky významných zbraní, výzbroje a materiálu, které se vztahují k historii americké armády a výbavě jednotek. Dále dokumentovat a prezentovat vývoj a vývoj amerického vojenského materiálu od dob amerického koloniální období až po současnost.
Muzeum bylo založeno v roce 1919 a oficiálně otevřeno pro veřejnosti v roce 1924. Zprvu zde byly vystavovány zbraně, materiál a vybavení nepřítele v budově č. 314 v Aberdeen Proving Ground, provozované americkou armádou až do roku 1967. Společná expozice s Aberdeen Proving Ground (APG) poskytuje spojení s technikou dodanou APG jako exponáty po první světové válce v roce 1965. Místní obyvatelé tvořili neziskovou nadaci Ordnance Museum Foundation, Inc. Nadace není spojena s americkou armádou ani s ministerstvem obrany. Nadace zahájila provoz muzea v roce 1970 otevřením expozice v dnešním objektu č. 2601 pozemní zkušební základně APG a provozuje muzeu až do dnešního dne.
Muzeum se skládá ze dvou částí: velké venkovní sbírku v oblasti vojenské techniky a výzbroje, o rozsahu 100.000 m2 parkové plochy, a vnitřní muzeum obsahující střelné zbraně a výbušniny z výzbroje mnoha armád z celého světa, spolu s historií jejich vývoje.

## Vstup
Od září 2010 je muzeum uzavřeno návštěvníkům z důvodu prací spojených s přemístěním. Skanzen je otevřen pro návštěvníky sedm dní v týdnu, od 9:00 do 4:45 hodin, s výjimkou většiny federálních svátků USA. Vnitřní muzeum, expozice, je již dlouho zavřena a již zde nebude znovu otevřena. Návštěvníci se musí dostavit do návštěvnického centra na rotě 715, východní brána Aberdeen Proving Ground a požádat o povolení ke vstupu. Povolení pak opravňuje držitele k vjezdu od muzea ale ne jiných míst základny. Vzhledem k tomu, že je muzeum na území aktivní vojenské základny, je potřeba, aby se návštěvník prokázal registrací vozidla (nebo pronajímacími dokumenty). Každý dospělý musí mít řidičský průkaz, nebo identifikační doklad. Děti jsou z takové povinnosti vyjmuty. Cizí státní příslušníci mohou navštívit muzeum po předložení pasu.
Muzeum, vnitřní expozice, prochází v roce 2011 obdobím stěhování do Fort Lee, na jih od Richmondu ve Virginii. První stěhování z Marylandu do Virginie bylo však zahájeno roce 2005 pod dohledem komise Base Realignment and Closure Commission. V červenci 2010 byla demontována bomba T-12 Cloudmaker a bylo již odvezeno mnoho dalších exponátů z výstavního parku, jako jsou tanky a děla.

## Nadace
Nadace byla založena s plány trvalé starostlivosti o muzejní expozice na ploše 28.000 m2 kryté výstavní plochy. Nadace je formálně zapsána ve státě Maryland (USA), jako Charity #8849 od prosince 1991, jako nezisková a osvobozená od daně právnických osob. Tento status neziskové a osvobozené organizace od daně byl uznán u společnosti Internal Revenue Service v zápise 501(c)(3) na jaře roku 1992.

## Expozice
Venkovní sbírky obsahují více než 200 různých tanků, vojenských vozidel, samohybných děl, munici, minomety a děla z druhé světové války. Velmi malé množství exponátů však povoluje nahlídnout do jejich nitra. Důvodem je ochrana exponátů před poškozením.
Příklad venkovních exponátů:

### Tanky a samohybná děla
- British World War I Mark IV Tank
- British World War I Medium Mark A Whippet Tank
- British interwar Vickers Medium Mark II Tank
- British World War II Infantry Tank Mk II, "Matilda II" (A12)
- French World War II Light Tank Renault R-35
- French World War II Medium Tank (Somua S-35)
- German World War II Panzer III Tank
- German World War II Panzer IV Tank (three: models D,G,H)
- German World War II Panther (two)
- German World War II Sturmpanzer IV Brummbär
- German World War II Tank Destroyer "Jagdtiger"
- German World War II Tank Destroyer SdKfz 164 "Nashorn"
- German World War II Tank Destroyer Marder III
- German World War II Grille Ausf. M Self-Propelled Artillery
- German/US MBT-70
- Italian Tank Destroyer, Semovente 47/32
- Italian Tank Destroyer, Semovente 90/53
- Italian Tank Destroyer, Semovente da 149/40
- Italian World War II Medium Tank; Fiat M13/40
- Japanese Pre-World War II Medium Tank Type 94 tankette
- Japanese World War II Tank Type 95 Ha-Go
- Japanese World War II Medium Tank Type 97 Chi-Ha
- Japanese World War II Tank Destroyer Type 1 Ho-Ni I
- Soviet T-34 medium tank
- Iraqi T-72 tank
- US World War II M26 Pershing Heavy Tank
- US World War II M3A1 Stuart Light Tank
- US World War II M3 Lee Medium Tank
- US World War II M4A4 Sherman Medium Tank
- US World War II M20 Armored Utility Car
- US M1 Abrams Main Battle Tank
- US M2 Bradley Fighting Vehicle
- US M60 Patton Tank
- US M53 155mm Self-Propelled Gun
- US T92 Light Tank

### Děla
- US 280 mm kanón M65 („Atomový kanón“)
- German Krupp k5 Railway gun "Leopold" (one of the "Anzio Annie" twins)
- German World War II 12.8 cm FlaK 40 Zwilling anti-aircraft gun
- German World War II 8.8 cm Flak 36 anti-aircraft gun
- German World War II 8.8 cm Flak 41 anti-aircraft gun
- Soviet World War II 152 mm howitzer-gun M1937 (ML-20)
- US 105 mm M2A1 Howitzer
- US 120 mm M1 gun
- US 155 mm Long Tom Field Gun
- US 16-Inch Coast Defense Gun

### Munice
- T12 - největší konvenční bomba, která kdy byla postavena (20.000 kg bomb), která byla vystavena před hlavním vchodem do budovy muzea.

### Vnitřní expozice
- Vnitřní část muzea obsahuje rozsáhlou sbírku zbraní, granátů, ručních granátů, náboje a vzdělávací panely s četnými ukázkami, stejně jako Jeep z roku 1942, Goliáše a tank M5 Stuart.

### Galerie
- US APG OM at peachmountain.com
- US APG OM German tanks at axishistory.com
- Ordnance Collection at Aberdeen Proving Grounds
- US Army Ordinance Museum Photos of Tanks, Armored Vehicles, Artillery, and other weapons at the US Army Ordnance Museum at Aberdeen Proving Grounds